# Fünf-Flüsse-Radweg
Fünf-Flüsse-Radweg (Trasa rowerowa pięciu rzek) – trasa rowerowa o długości ok. 320 km tworząca pętle wzdłuż pięciu bawarskich rzek: Pegnitz, Vils, Naab, Dunaj i Altmühl.

## Opis trasy
Trasę można rozpocząć w dowolnym punkcie, ale najbardziej popularnym miejscem rozpoczęcia jest Ratyzbona. Stąd można wyruszyć na południe w kierunku Kelheim lub na północ w kierunku Amberg. Ten drugi wariant prowadzi przez piękna dolinę rzeki Naab do Kallmünz z piękną średniowieczną starówką i dalej wzdłuż rzeki Vils do Amberg. Tam podążając dalej wzdłuż Vils trasa odbija na zachód w kierunku Norymbergi, przez Sulzbach-Rosenberg, Hersbruck, skąd szlak wiedzie już wzdłuż rzeki Pegnitz i dalej przez Lauf. Z Norymbergi szlak wiedzie na południe w kierunku Ratyzbony wzdłuż kanału Ren-Men-Dunaj przez Neumarkt in der Oberpfalz, Berching do Dietfurt, skąd prowadzi dalej wzdłuż rzeki Altmühl do Kelheim i Ratyzbony, zamykając tym samym pętlę.